# Partido Fascista Argentino
El Partido Fascista Argentino (PFA) fue un partido político argentino de ideología fascista que existió entre 1932 y 1936.

## Historia

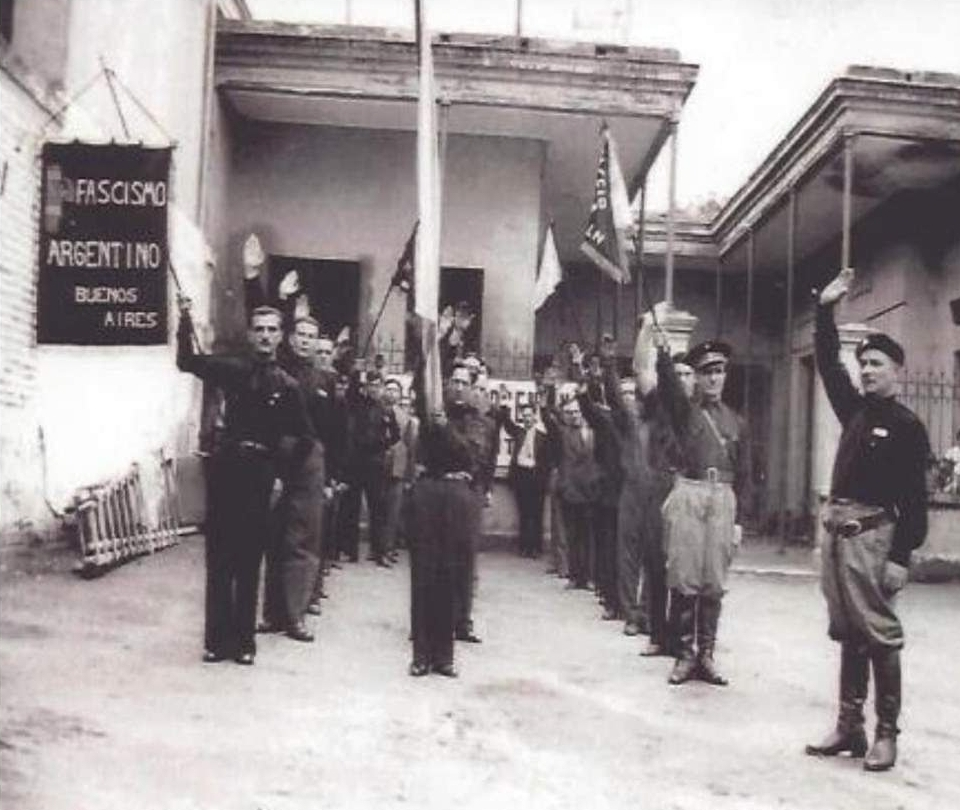
Militantes del PFA en 1932

El partido fue fundado en 1932 por italoargentinos, como una escisión procedente de una de las facciones del Partido Nacional Fascista. El PFA fue fundado sobre la base ideológica y doctrinal del fascismo italiano, y de hecho en 1935 fue reconocido por el Partido Nacional Fascista italiano.  En la década de 1930 el partido se convirtió en una organización de masas, especialmente en la ciudad de Córdoba. Nicholás Vitelli lideró la facción cordobesa del Partido Fascista Argentino hasta su fallecimiento en 1934, cuando Nimio de Anquín tomó las riendas del partido llevándolo hacia una nueva orientación cercana al nacionalismo católico, que Anquín denominaba "fascismo teocéntrico" y que se basaba en una "revolución moral".  Los principales aliados políticos del PFA en Córdoba fueron la Legión Cívica Argentina y el movimiento Acción Nacionalista Argentina/Afirmación de una Nueva Argentina.
El partido desapareció en 1936, y fue sucedido por la Unión Nacional Fascista (UNF).